# Знаменитые люди (цикл фресок Кастаньо)
«Знаменитые люди» итал. Uomini illustri — цикл из 9 фресок Андреа дель Кастаньо, созданный между 1448 и 1451 годами на вилле Кардуччи (итал. Villa Carducci), расположенной в городке Легнайя (итал. Legnaia) (ныне район Флоренции).
В настоящее время большая часть фресок хранится в галерее Уффици, а в самой вилле остались изображения Мадонны с Младенцем, Адама и Евы и архитектурный декор.

## История создания
Точных сведений о времени исполнения цикла нет. Кастаньо получил заказ на роспись лоджии на вилле Кардуччи, вероятно, в 1448 или 1449 году, а закончил до продажи виллы в 1451 году.
Заказчиком фресок был владелец виллы Филиппо Кардуччи, влиятельный флорентиец, близкий к Медичи, неоднократно занимавший посты в совете десяти и избиравшийся гонфалоньером справедливости. После смерти Филиппо, последовавшей в июне 1449 года, вилла перешла его родственнику Андреа Кардуччи, а в 1472 году была продана семейству Пандольфини.
Лоджия представляла собой прямоугольное помещение, открытое вдоль одной из длинных сторон. На противоположной длинной стене Кастаньо изобразил девять знаменитых людей. Фигуры изображены в нарисованных «нишах», под «нишами» были изображены панели из цветного мрамора, а между ними — пилястры с композитными капителями. Верхняя часть фриза, где изображены путти, венки и геральдические символы, выполнена в 1472 году (т.е. после смерти Кастаньо).
Лоджия впоследствии была преобразована в зал. Несколько позже, вероятно в конце XVI века, стены зала были оштукатурены, и фрески исчезли на два столетия. Девять фресок на длинной стене были раскрыты лишь в 1847—1848 годах, затем перенесены на холст и приобретены правительством Великого Герцога для флорентийской галереи. Там они находились в хранилище, пока в 1865 году не были выставлены в Барджелло. В 1890 году картины были перенесены в трапезную монастыря Сант-Аполлониа, где был организован музей Кастаньо. В 1954 году девять фресок были переведены на основу из штукатурки. Во время флорентийского наводнения 1966 года фрески не пострадали, но были перемещены в основной комплекс галереи Уффици, в зал бывшей церкви Сан-Пьер-Скераджо, где с тех пор и хранятся.

## Описание фресок
На левой торцовой стене в люнете над порталом изображена Мадонна с Младенцем под балдахином, который поддерживают ангелы, справа и слева от нее — Адам и Ева. Эти фрески были раскрыты во время реставрации 1948—1949 годов. Никаких следов фресок на правой торцевой стене не обнаружено.

Фрески левой торцевой стены
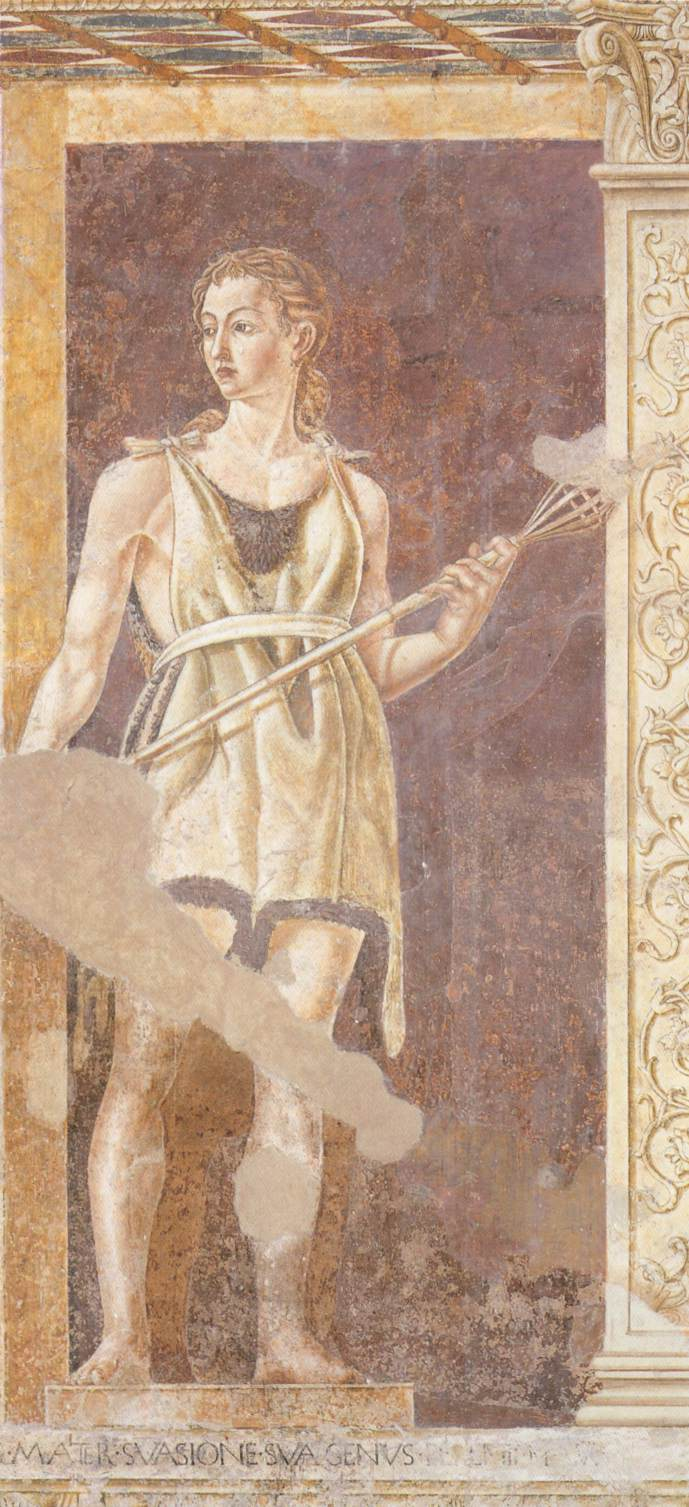
Ева
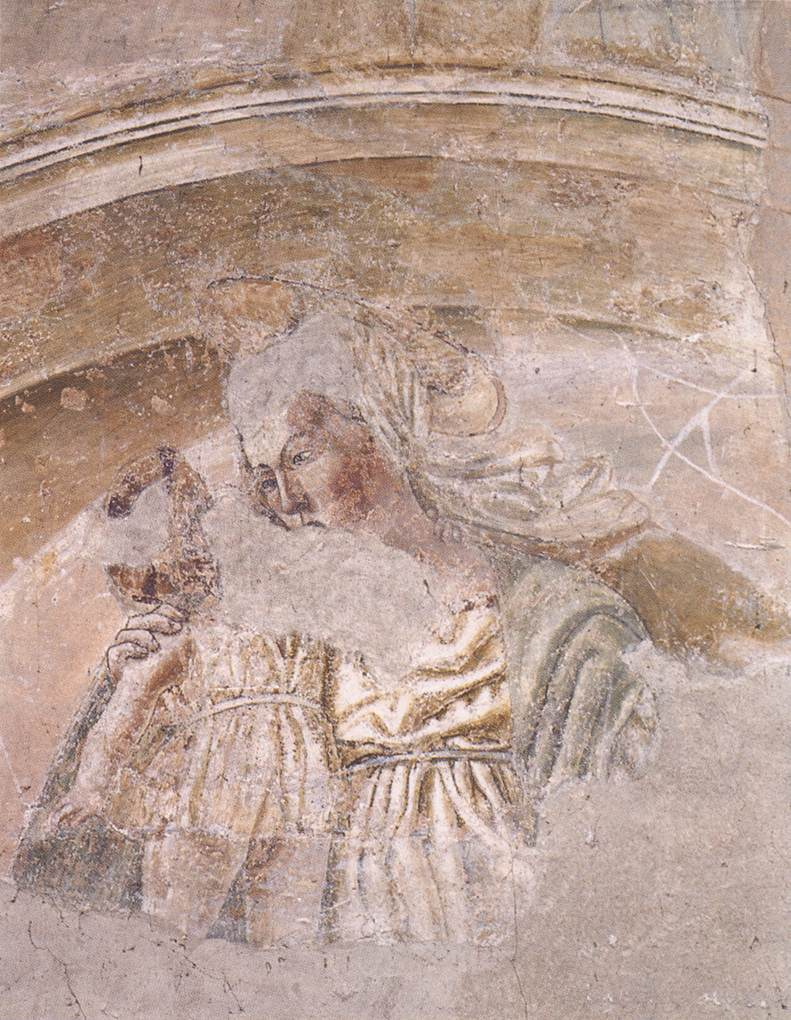
Мадонна с Младенцем
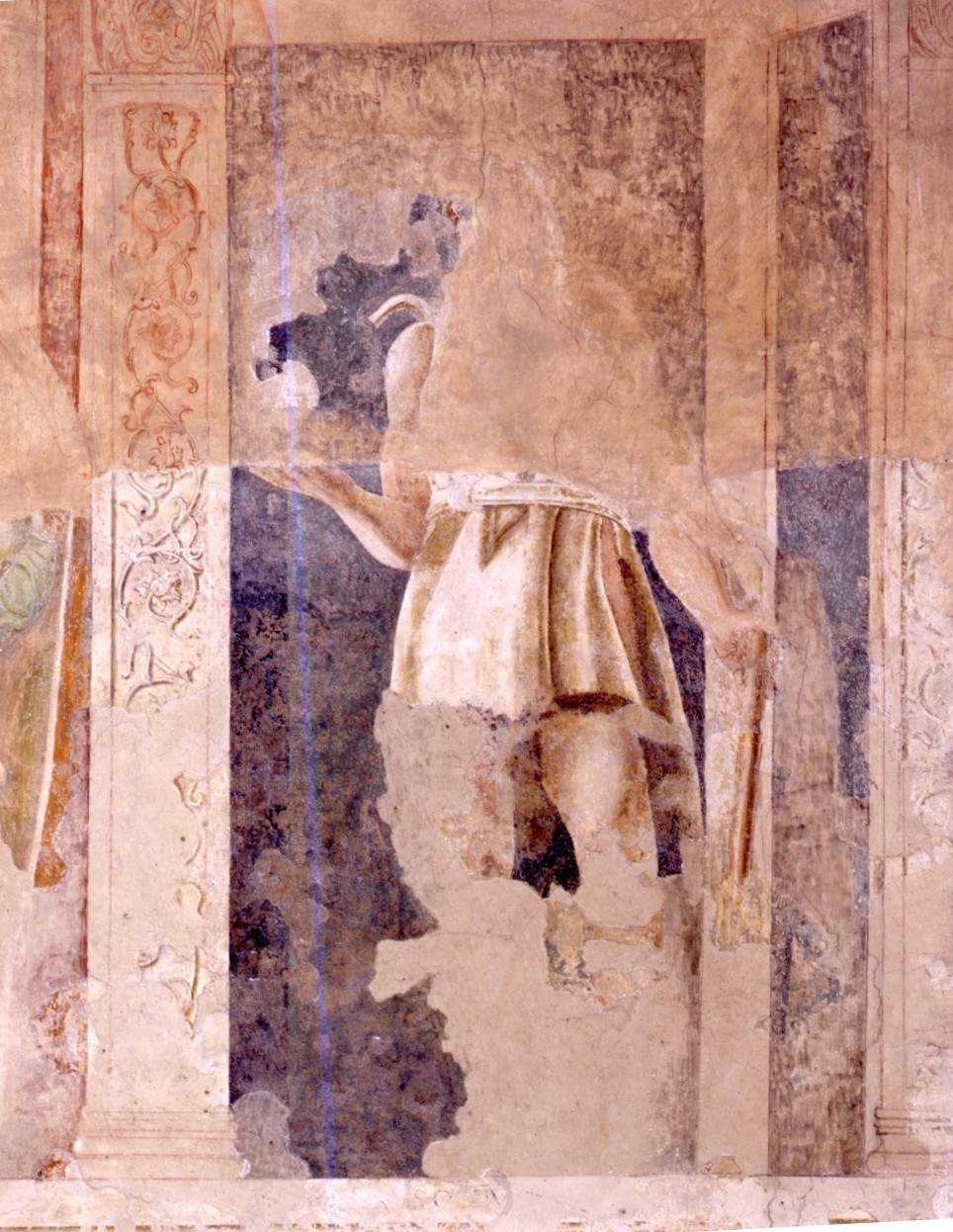
Адам

В результате исследований, проведенных на вилле в 1965 году, определили, что персонажи цикла были размещены на длинной стене в следующем порядке: Пиппо Спано, Фарината дельи Уберти, Никколо Аччайоли, Сивилла Кумская, царица Эсфирь, царица Томирис, Данте Алигьери, Франческо Петрарка, Джованни Боккаччо. Высота фигур составляет около 2,38 м.
Кастаньо разделил своих персонажей на три тройки: три военачальника, три писателя-гуманиста и три легендарные женщины древности. «Знаменитые люди», «Девять достойных» — весьма распространенные сюжеты в европейском и итальянском искусстве XIV—XV века. Однако и подбор персонажей, и их трактовка были совершенно новыми. Лишь женские фигуры входили в традиционные списки, такие как De mulieribus claris, но воителей и законодателей древности заменили мужские персонажи из сравнительно недавнего прошлого, уроженцы Флоренции, воплощающие светские, гражданские и гуманистические добродетели.

Военачальники
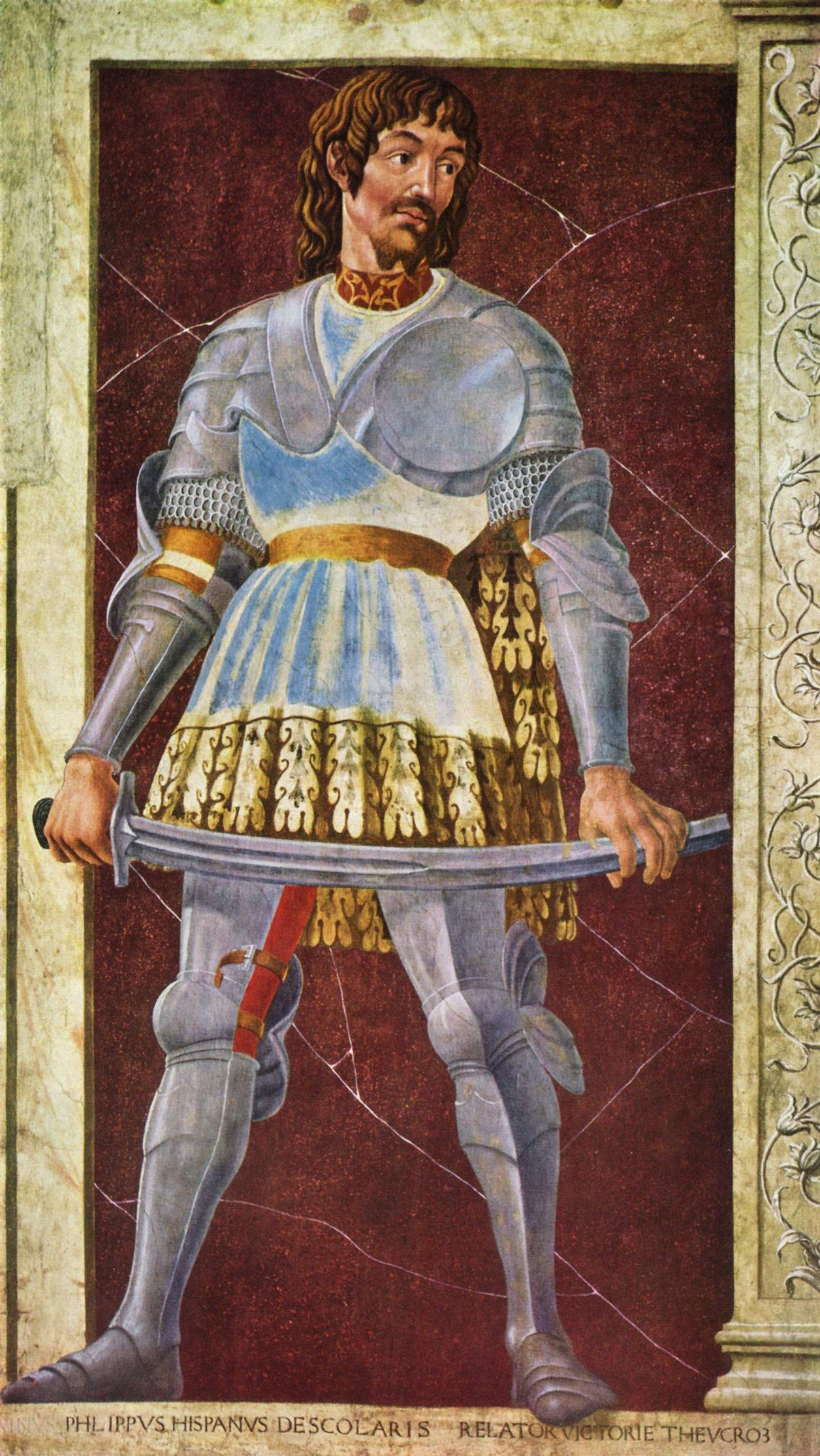
Пиппо Спано
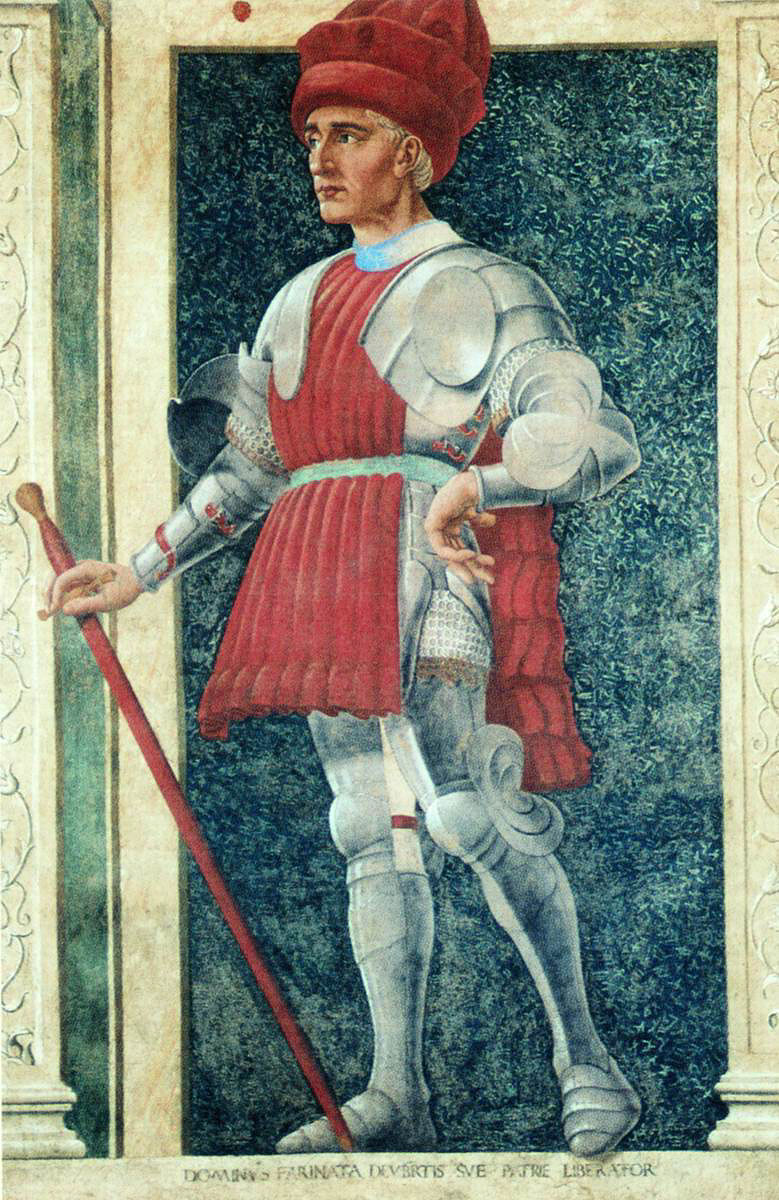
Фарината дельи Уберти
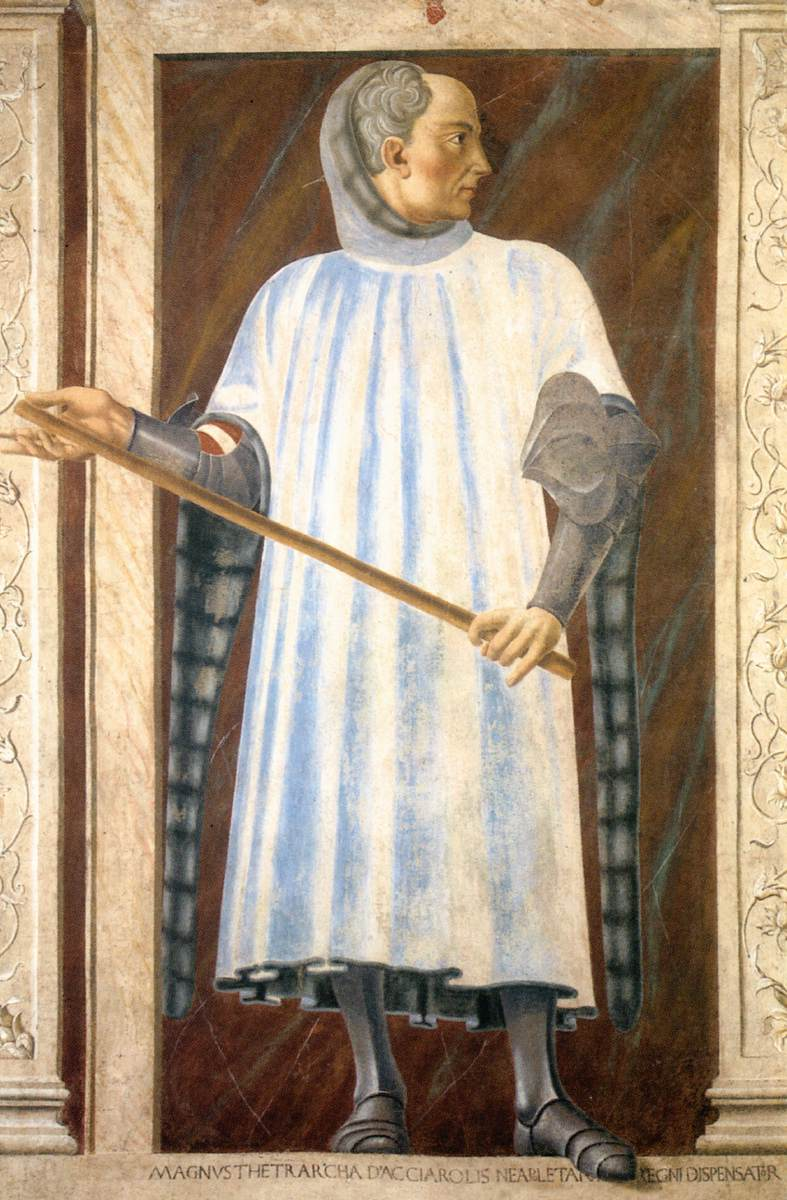
Никколо Аччайоли

Пиппо Спано (Филиппо Сколари) — флорентиец, кондотьер, который служил в Венгрии королю Сигизмунду, воевал против турок и гуситов и получил титул ишпана.
Выбор в качестве персонажа Фаринаты дельи Уберти кажется несколько странным. Уберти были могущественной гибеллинской семьёй, но в конце XIII века были изгнаны из города. Фарината возглавил объединенную армию сиенцев и флорентийских изгнанников, выступившую против флорентийских войск, и одержал знаменательную победу при Монтаперти. Хотя победители призывали его предать Флоренцию огню, он отказался разрушить родной город. Возможно, это и было причиной включения его портрета в цикл.
Никколо Аччайоли — отпрыск знатной флорентийской семьи, был советником анжуйских королей Неаполя, поддерживал их в войнах с мятежными баронами и был награжден титулом великого сенешаля и крупными владениями в Греции. Именно он побудил Неаполь продать Прато Флоренции, основал Чертозу в Галлуццо и поддерживал Петрарку и Боккаччо.

Знаменитые женщины древности
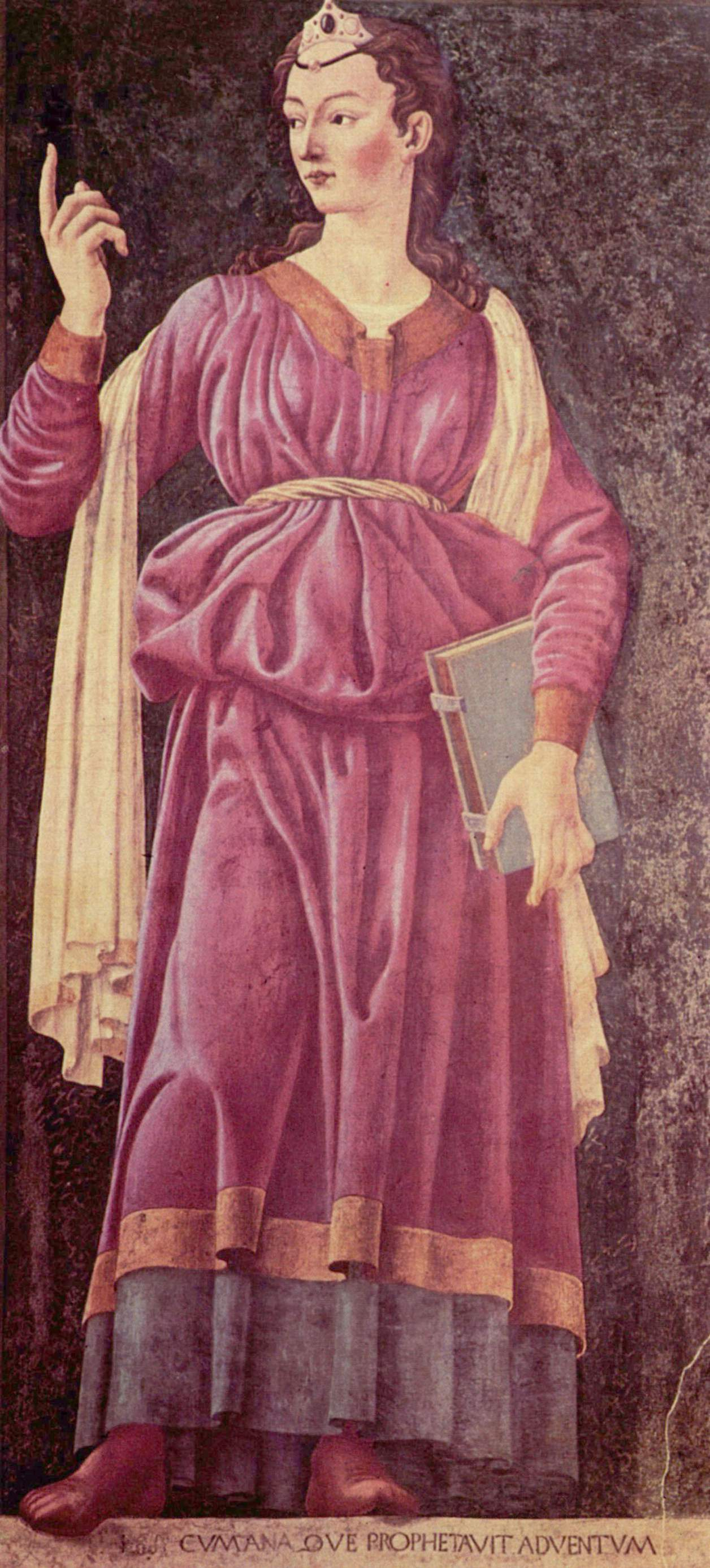
Сивилла Кумская
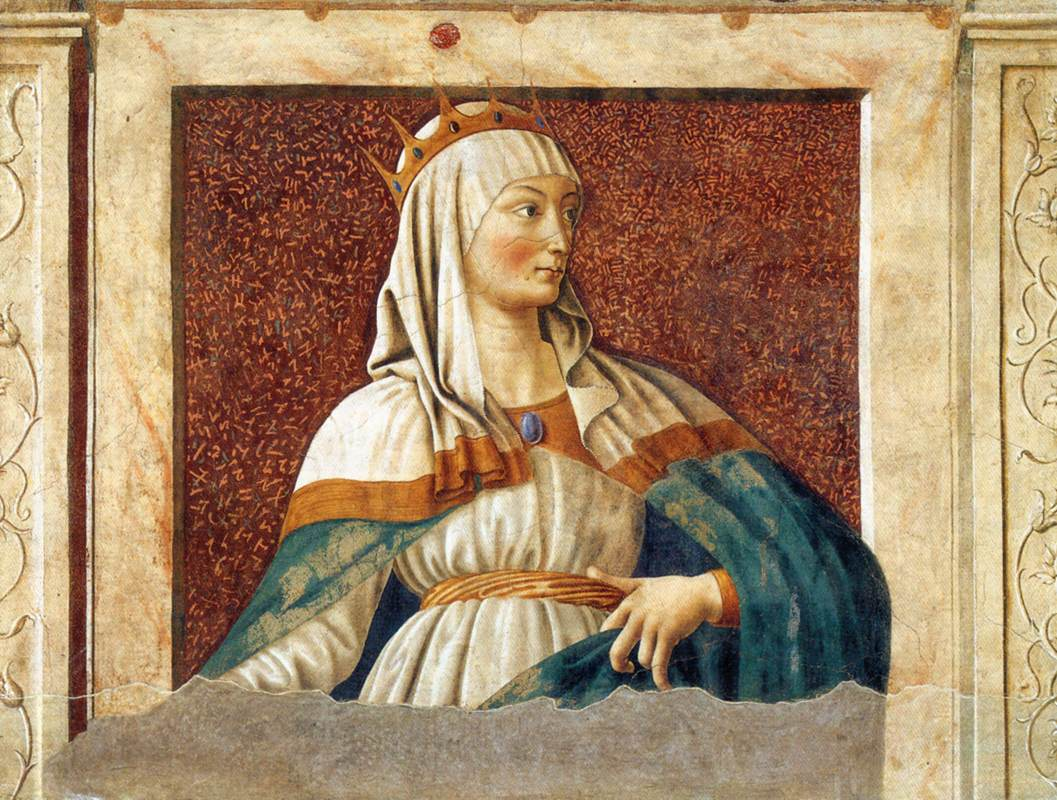
Эсфирь
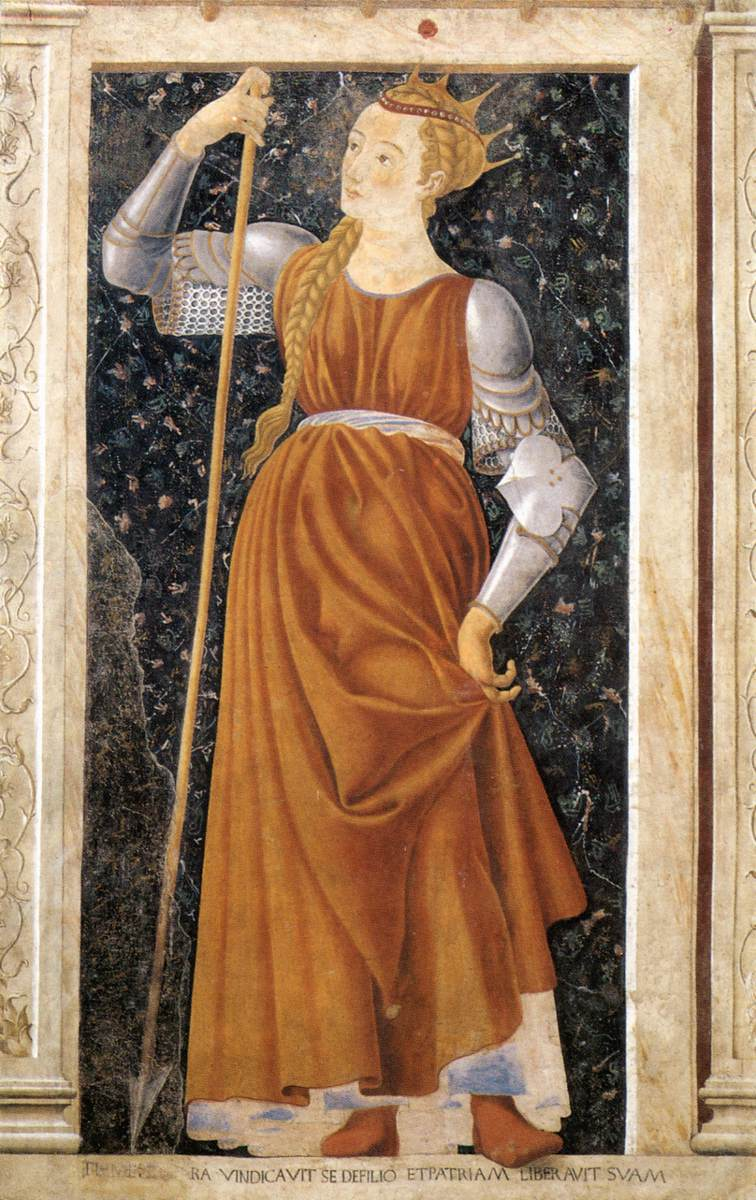
Томирис

Сивилла Кумская известна своей ролью в предсказании пришествия Христа. Ветхозаветная царица Эсфирь прославилась как спасительница своего народа. Нижняя часть её фигуры была утрачена, когда была прорублена дверь. Царица Томирис известна местью за смерть своего сына и за освобождение своей страны от угрозы персидского завоевания.

Флорентийские писатели
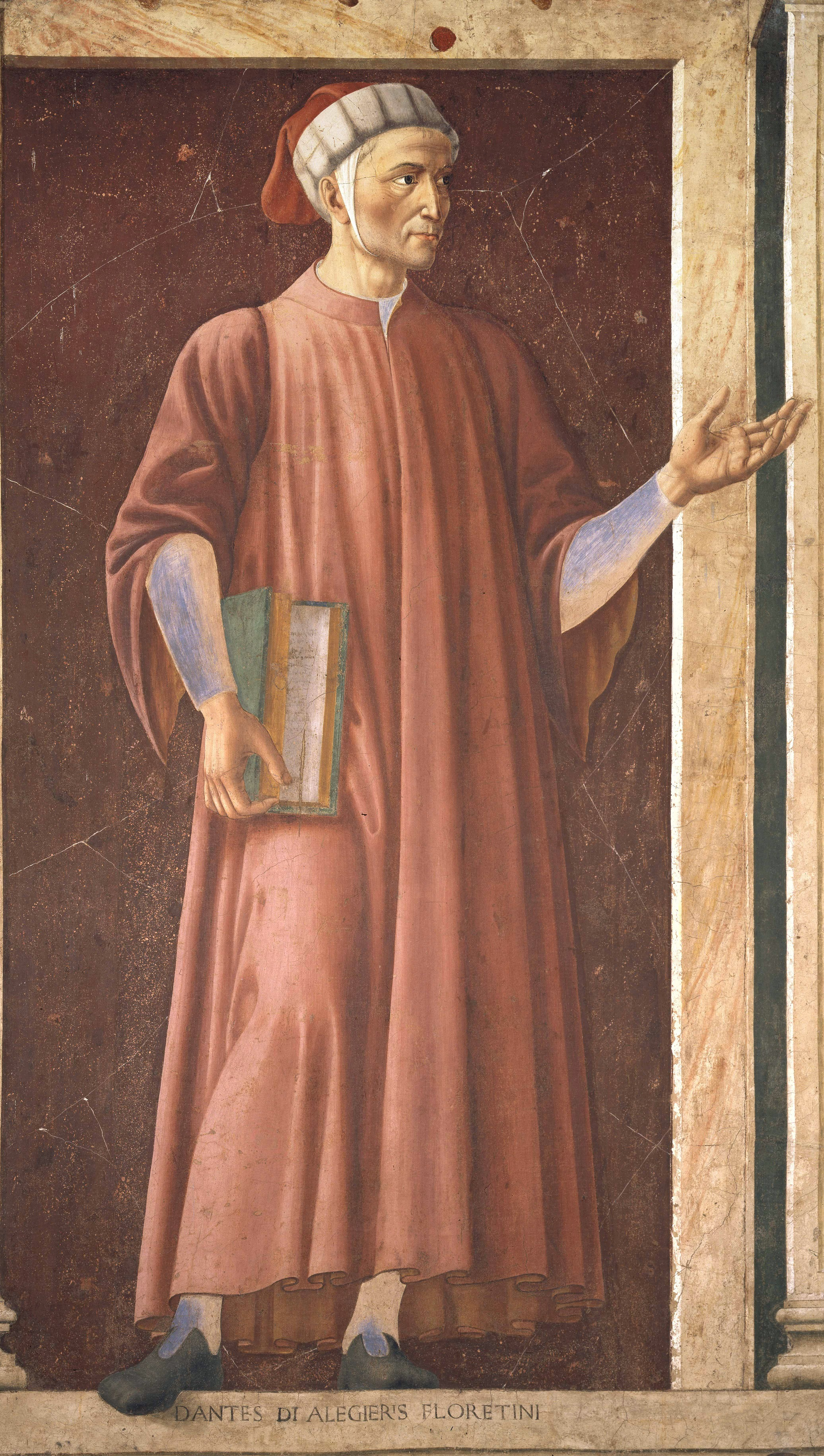
Данте Алигьери
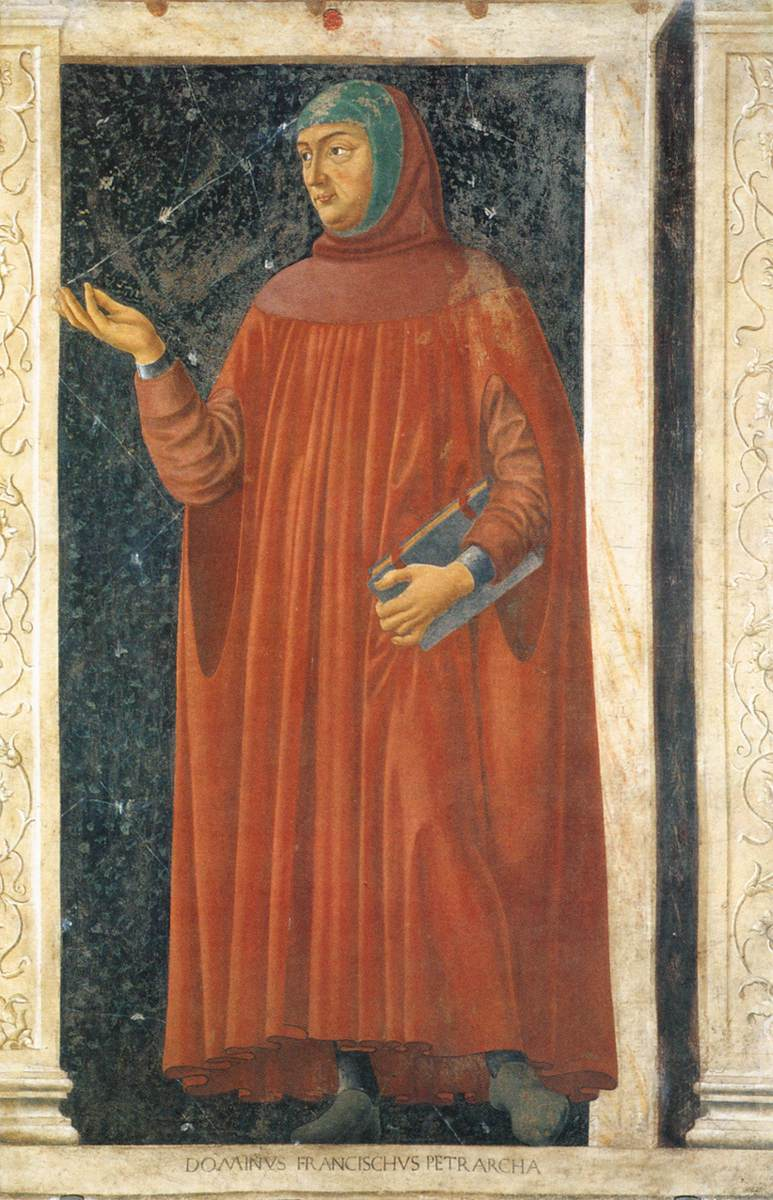
Франческо Петрарка
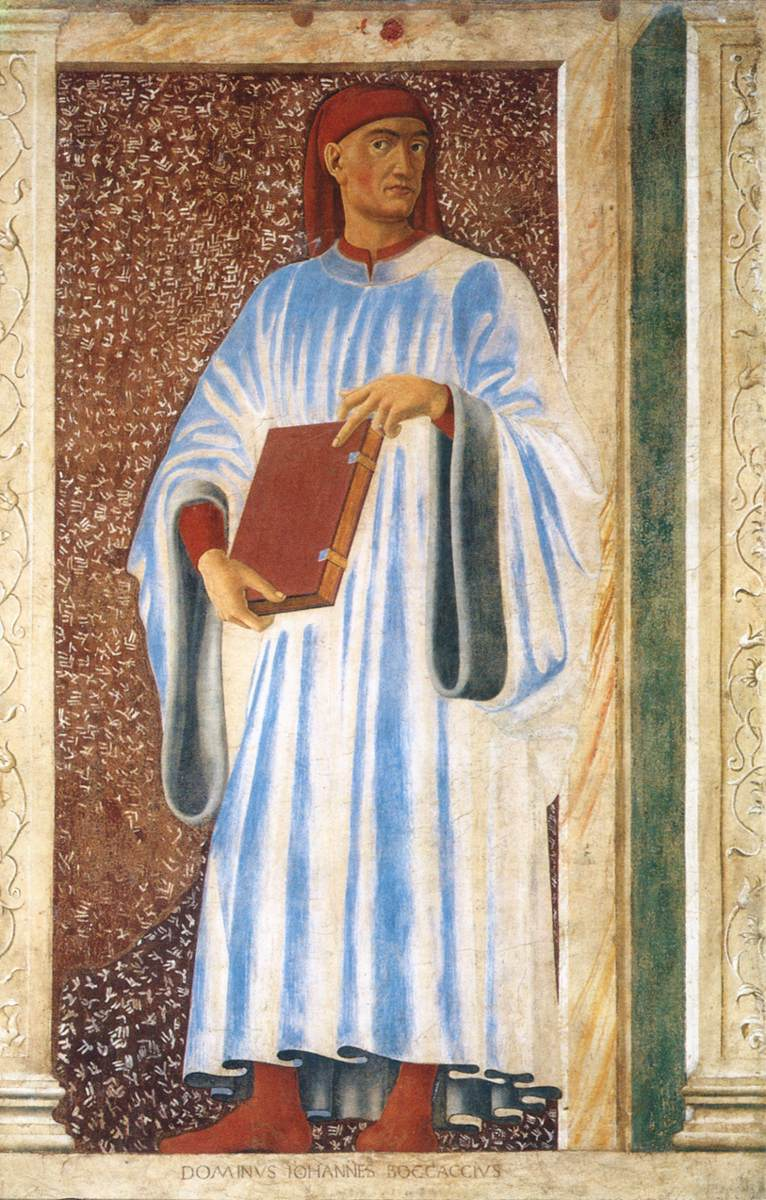
Джованни Боккаччо

Относительно причин выбора конкретных персонажей и общей идеи программы цикла высказывались различные гипотезы, не дающие полной ясности. Высказывалось предположение, что программу составил известный флорентийский гуманист Аламанно Ринуччини.
Цикл отражает влияние старшего современника Кастаньо — скульптора Донателло, чьи работы украшали ниши флорентийских зданий. Кастаньо стремился создать эквивалент таких композиций средствами живописи, изобразив ниши, отделанные цветным мрамором и разделяющие их пилястры, а в нишах фигуры с форсированными свето-теневыми эффектами, подчеркивающими пространственную иллюзию. Фигуры немного выходят за пределы своих ниш, усиливая эффект трехмерности и как бы проникая в пространство лоджии.